# Zeuctostyla
Zeuctostyla là một chi bướm đêm thuộc họ Geometridae.